# Formigliana
Formigliana (piemontesisch Formijan-a) ist eine Gemeinde  in der italienischen Provinz Vercelli (VC), Region Piemont.

## Lage und Einwohner
Formigliana liegt 18 km nordwestlich von Vercelli in der Nähe der Autostrada A4 und hat 560 Einwohner. Die Nachbargemeinden sind Balocco, Carisio, Casanova Elvo, Santhià und Villarboit.
Das Gemeindegebiet umfasst eine Fläche von 17 km².